# Xındırıstan
Xındırıstan (tidigare ryska: Хындрыстан: Chyndrystan) är en ort i Azerbajdzjan.   Den ligger i distriktet Ağdam, i den centrala delen av landet, 240 km väster om huvudstaden Baku. Xındırıstan ligger 145 meter över havet och antalet invånare är 6 502.